# Coppa Italia di pallapugno
La Coppa Italia di pallapugno è una competizione sferistica italiana, organizzata dalla FIPAP, che si disputa con cadenza annuale. Il torneo è stato istituito istituito nel 1983. La formazione vincitrice, oltre al trofeo, si aggiudica la possibilità di disputare la Supercoppa italiana.

## Storia
Creata nel 1983 per affiancare il campionato, inizialmente coinvolgeva le formazioni di Serie A e di Serie B, mentre nella formula attuale ogni categoria gioca la propria Coppa Italia. Non fu assegnata nel 1996, nel 1997 e nel 2004.

## Formula attuale
Si qualificano alla Coppa Italia le prime otto squadre classificate al termine del girone di andata della regular season di Serie A, che vengono inserite in un tabellone ad eliminazione diretta. I quarti di finale e le semifinali vengono disputati in gara unica sul campo della miglior classificata, mentre la finale viene giocata in campo neutro.

## Albo d'oro
| Anno | Squadra          | Città                  | Battitore         |
| ---- | ---------------- | ---------------------- | ----------------- |
| 1983 | Don Dagnino      | Andora                 | Riccardo Aicardi  |
| 1984 | Spec Cengio      | Cengio                 | Rodolfo Rosso     |
| 1985 | Spec Cengio      | Cengio                 | Rodolfo Rosso     |
| 1986 | Sanstefanese     | Santo Stefano Belbo    | Massimo Berruti   |
| 1987 | Sanstefanese     | Santo Stefano Belbo    | Massimo Berruti   |
| 1988 | Subalcuneo       | Cuneo                  | Riccardo Aicardi  |
| 1989 | Subalcuneo       | Cuneo                  | Giorgio Vacchetto |
| 1990 | Canalese         | Canale                 | Riccardo Aicardi  |
| 1991 | Pro Spigno       | Spigno Monferrato      |                   |
| 1992 | Imperiese        | Dolcedo                | Alberto Sciorella |
| 1993 | Monferrina       | Vignale Monferrato     | Riccardo Aicardi  |
| 1994 | Subalcuneo       | Cuneo                  | Giuliano Bellanti |
| 1995 | Pro Spigno       | Spigno Monferrato      |                   |
| 1998 | Caragliese       | Caraglio               | Giorgio Vacchetto |
| 1999 | Imperiese        | Dolcedo                | Riccardo Molinari |
| 2000 | Imperiese        | Dolcedo                | Riccardo Molinari |
| 2001 | Maglianese       | Magliano Alfieri       | Paolo Danna       |
| 2002 | Monticellese     | Monticello d'Alba      | Alberto Sciorella |
| 2003 | Monticellese     | Monticello d'Alba      | Alberto Sciorella |
| 2005 | Imperiese        | Dolcedo                | Luca Galliano     |
| 2006 | Subalcuneo       | Cuneo                  | Paolo Danna       |
| 2007 | Virtus Langhe    | Dogliani               | Roberto Corino    |
| 2008 | Monticellese     | Monticello d'Alba      | Alberto Sciorella |
| 2009 | Subalcuneo       | Cuneo                  | Oscar Giribaldi   |
| 2010 | Pro Paschese     | Madonna del Pasco      | Paolo Danna       |
| 2011 | Subalcuneo       | Cuneo                  | Roberto Corino    |
| 2012 | Albese           | Alba                   | Massimo Vacchetto |
| 2013 | Canalese         | Canale                 | Bruno Campagno    |
| 2014 | Albese           | Alba                   | Massimo Vacchetto |
| 2015 | Albese           | Alba                   | Massimo Vacchetto |
| 2016 | Canalese         | Canale                 | Bruno Campagno    |
| 2017 | Castagnole Lanze | Castagnole delle Lanze | Massimo Vacchetto |
| 2018 | Subalcuneo       | Cuneo                  | Federico Raviola  |
| 2019 | Pro Spigno       | Spigno Monferrato      | Paolo Vacchetto   |
| 2021 | Albese           | Alba                   | Bruno Campagno    |
| 2022 | Cortemilia       | Cortemilia             | Massimo Vacchetto |
| 2023 | Albese           | Alba                   | Paolo Vacchetto   |
| 2024 | Cortemilia       | Cortemilia             | Massimo Vacchetto |

## Statistiche

### Vittorie per città
| Titoli | Città                  | Anni                                     |
| ------ | ---------------------- | ---------------------------------------- |
| 7      | Cuneo                  | 1988, 1989, 1994, 2006, 2009, 2011, 2018 |
| 5      | Alba                   | 2012, 2014, 2015, 2021, 2023             |
| 4      | Dolcedo                | 1992, 1999, 2000, 2005                   |
| 3      | Canale                 | 1990, 2013, 2016                         |
| 3      | Spigno Monferrato      | 1991, 1995, 2019                         |
| 3      | Monticello d'Alba      | 2002, 2003, 2008                         |
| 2      | Cortemilia             | 2022, 2024                               |
| 2      | Santo Stefano Belbo    | 1986, 1987                               |
| 2      | Cengio                 | 1984, 1985                               |
| 1      | Castagnole delle Lanze | 2017                                     |
| 1      | Madonna del Pasco      | 2010                                     |
| 1      | Dogliani               | 2007                                     |
| 1      | Magliano Alfieri       | 2001                                     |
| 1      | Caraglio               | 1998                                     |
| 1      | Vignale Monferrato     | 1993                                     |
| 1      | Andora                 | 1983                                     |